# Swica
Die SWICA Holding mit Sitz in Winterthur ist eine auf Kranken- und Unfallversicherung spezialisierte Schweizer Versicherungsgesellschaft. Sie ging aus dem 1992 erfolgten Zusammenschluss der vier Krankenversicherungen OSKA, ZOKU, SBKK und Panorama hervor. Die Swica-Gruppe beschäftigt an ihren rund 50 Standorten 2263 Mitarbeitende und erzielte 2024 Prämieneinnahmen in der Höhe von rund 5,9 Milliarden Schweizer Franken. Ihr Hauptsitz in Winterthur befindet sich im Geschäftshaus Swica östlich des Stadtzentrums, die dortige Busstation der Linie 1 ist nach dem Unternehmen benannt.

## Tätigkeitsgebiet
Die Versicherungsgruppe ist auf nationaler Ebene tätig und bietet für Privatkunden wie auch Unternehmen Heilungskosten- und Taggeldversicherungen für Krankheit und Unfall. Swica verfügt zudem über ein schweizweites Netz von alternativen Versicherungsmodellen wie Listen-, Hausarzt-, HMO- und Apothekenmodellen.

## Geschichte
Die folgenden Krankenkassen sind aus dem 1992 erfolgten Zusammenschluss 1993 in der Swica aufgegangen:
- OSKA, Ostschweizer Krankenkasse; Gründung 1870, Hauptsitz in St. Gallen
- ZOKU Schweizerische Kranken- und Unfallkasse, ursprünglich Zentrale Ostschweizerische Kranken- und Unfallkasse, Gründung 1922, Hauptsitz in Zürich
- SBKK, Schweizerische Betriebskrankenkasse, Gründung 1943, Hauptsitz in Winterthur
- Panorama Gesundheitskasse, Gründung 1989, Hauptsitz in Winterthur

2013 intensivierten die beiden Krankenversicherer Swica und ehemalige Sulzer-Betriebskrankenkasse Provita ihre Zusammenarbeit. Sie teilen sich den Hauptsitz und die Versicherungsprodukte, sind jedoch formell weiterhin zwei Gesellschaften. Durch die unterschiedlichen Versichertenbasis unterscheiden sich die Prämien punktuell. Zum 1. Januar 2024 wurde die Provita Gesundheitsversicherung AG in die SWICA fusioniert.
Die Swica hatte ihren Hauptsitz im ehemaligen Hauptsitz der SBKK in Winterthur. Die beiden Verwaltungsbauten stehen in einem stark durchgrünten Villenquartier im Park der Villa Jung und befinden sich im Inventar der Denkmalschutzobjekte von überkommunaler Bedeutung. Seit Ende 2024 hat SWICA den neuen Hauptsitz auf der gegenüberliegenden Strassenseite an der Römerstrasse 37 bezogen. 

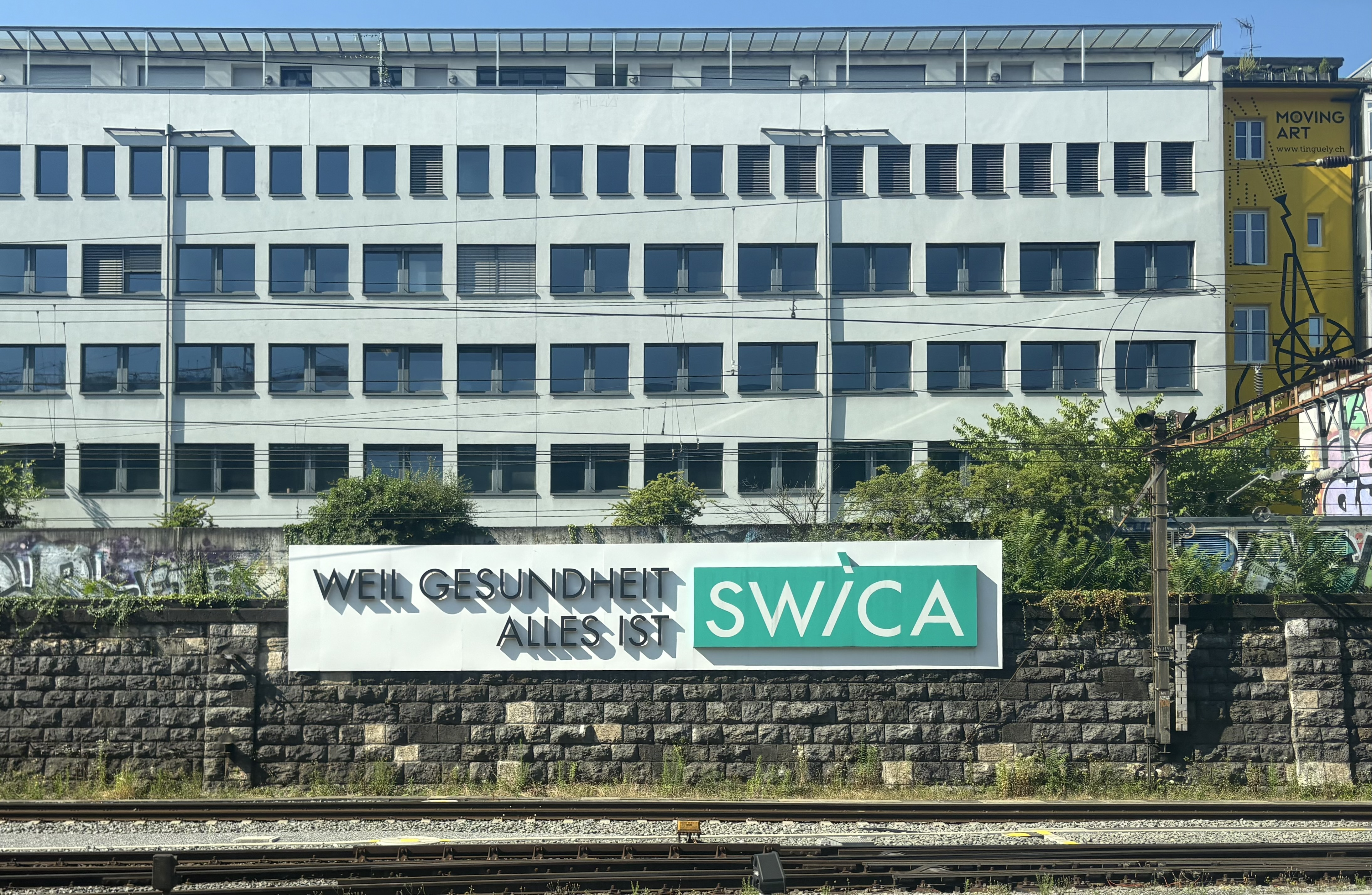
Werbung in Basel
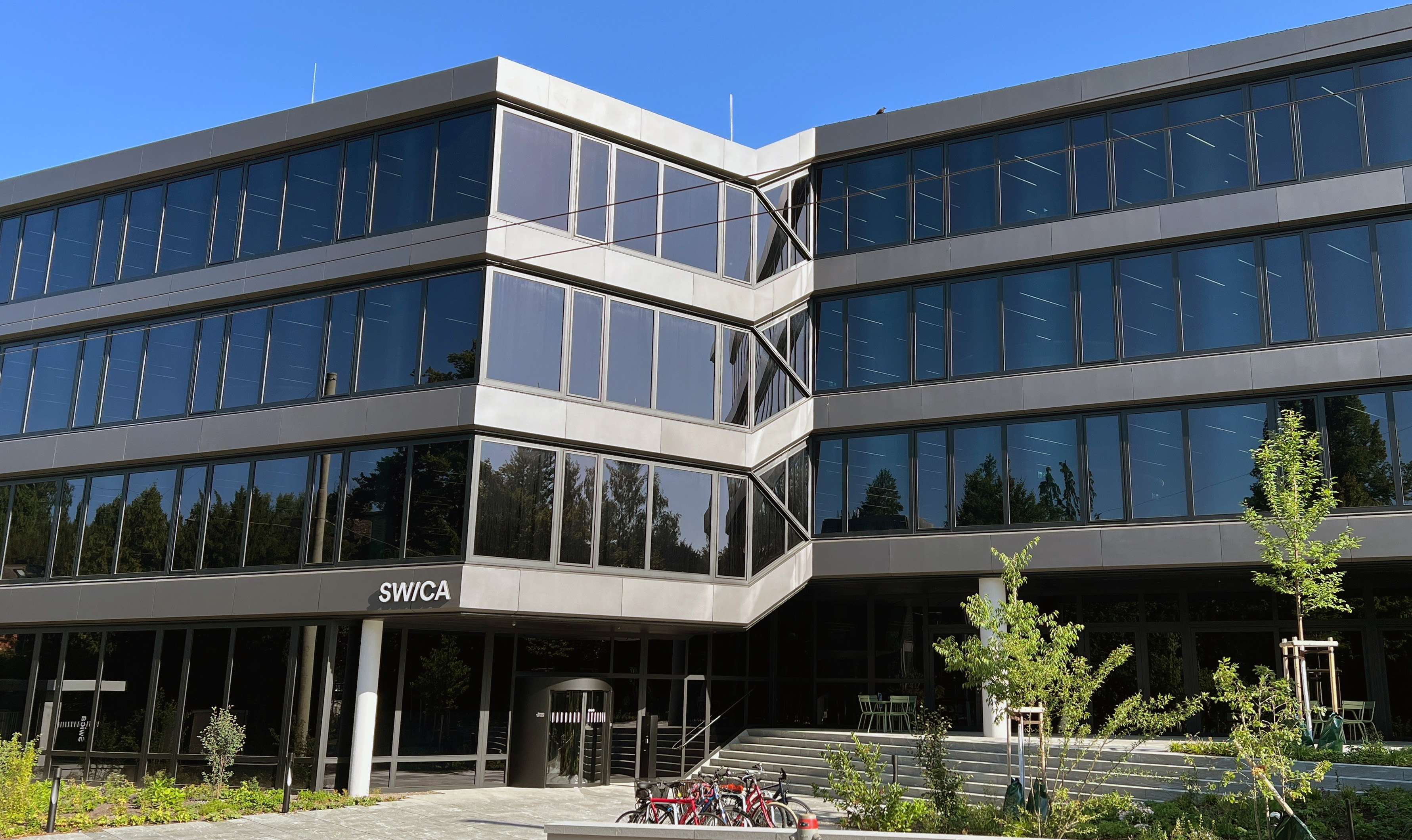
Generaldirektion an der Römerstrasse in Winterthur